# 頂点捕食者
頂点捕食者（ちょうてんほしょくしゃ、上位捕食者、英: apex predator / top predator / top carnivore）とは、天敵や捕食者を持たない肉食動物のこと。植物-草食動物-肉食動物の食物連鎖の頂点および、生態系の栄養（またはエネルギー）を基準とする生態ピラミッドの最上位に位置する。一般に上位の捕食者ほど個体数が少ない。

## 定義

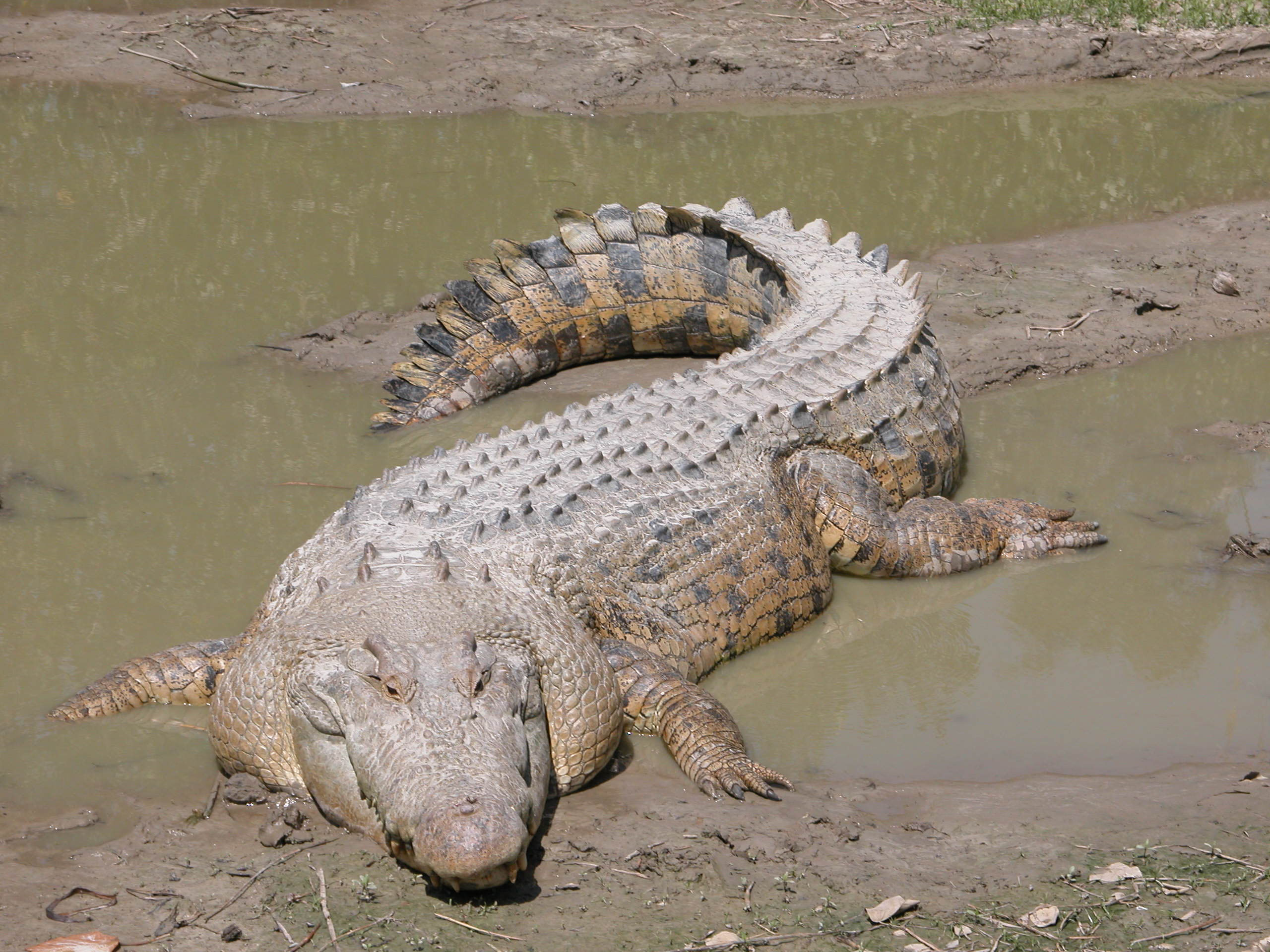
イリエワニは現存する世界最大の爬虫類にして頂点捕食者の一つである。

動物学的な意味において、捕食とは、ある一つの生命の殺害とその生物の消費である。ただし、バクテリアと寄生虫は頂点捕食者の概念から除外される。英語: Predation（「捕食」を意味する）は1932年以降、動物学的な文脈において使われるようになった。頂点捕食者の概念は、野生生物管理と保護（それはエコツーリズムにとどまらない）において一般的に用いられる。これらの文脈では、それは栄養段階に関して定義される。栄養段階とは、食物連鎖でむすばれる生態系の動植物に対し、「生産」と「消費」の段階ごとに分けたもので、具体的には生産者（植物）、一次消費者（草食動物）、二次消費者（肉食動物）、三次消費者（二次消費者を捕食する動物）、四次消費者（三次消費者を捕食する動物）、高次消費者（その他のすべての捕食者）および分解者（死骸や排泄物を分解するもの）に分けることが出来る。一次消費者、二次消費者、三次消費者、より高水準の位置にある消費者は、自分より下位の連続した栄養段階を占める。
ある海洋の食物網の研究では、頂点捕食者を四次消費者以上の存在であると定義づけた。これに対して、陸上生態系においては、最高でも二次消費者までの短い食物連鎖しかないことが多い。例えばライオンやトラのような大型ネコ科動物、ハイエナやオオカミなどのその他の肉食性哺乳類、ワニ目や大型のヘビなどの爬虫類は、大型の草食動物を捕食するので二次消費者である。頂点捕食者は必ずしも強肉食性（著しく肉食に特化した動物）である必要はない。例えばハイイログマは頂点捕食者であるが、これらは肉だけでなく大量の植物を食べる雑食動物である。

## 環境的役割

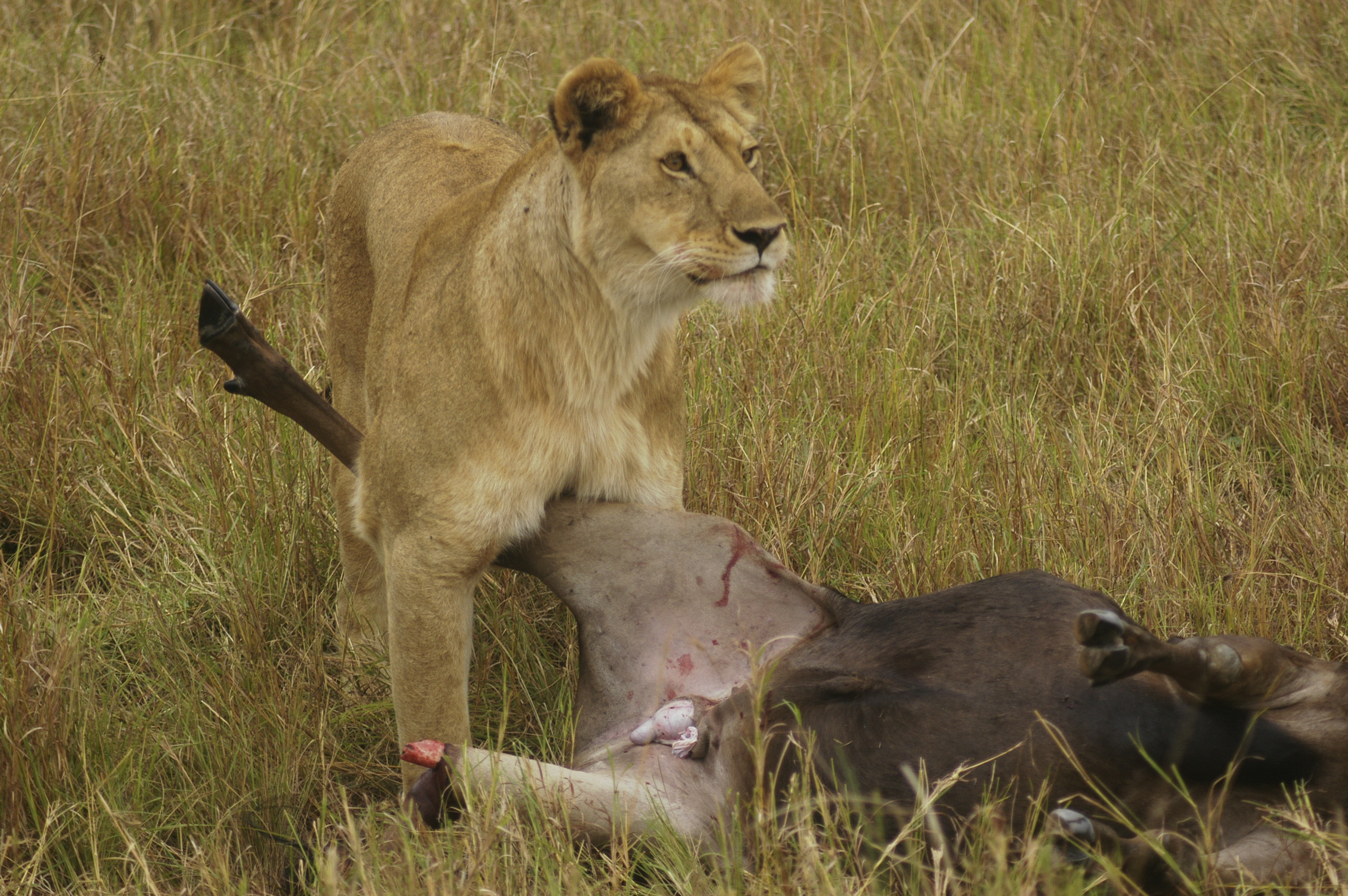
他の動物を捕食するライオン。

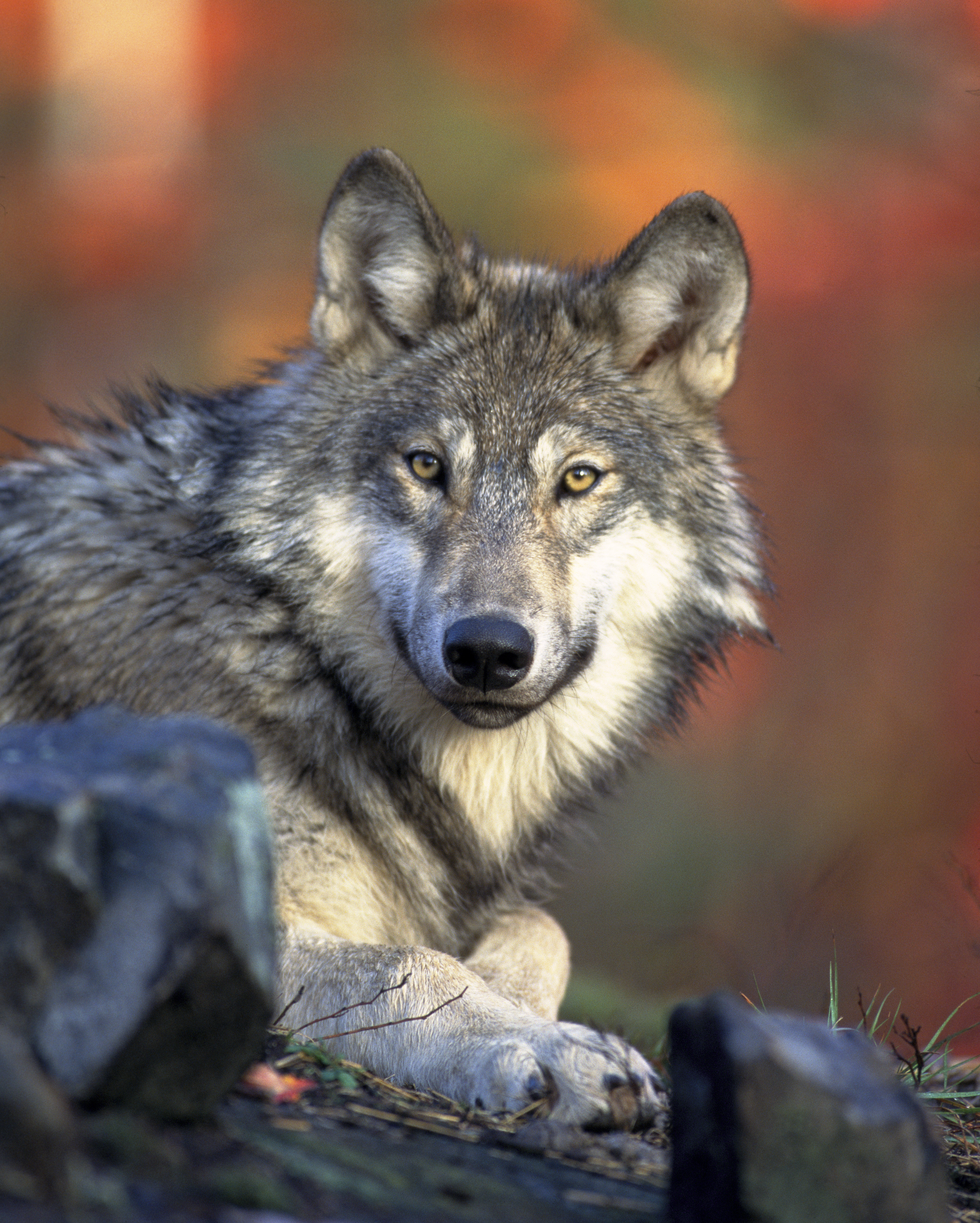
ハイイロオオカミは北アメリカとユーラシアに分布する捕食性のイヌ科動物である。

頂点捕食者種はしばしば長い食物連鎖の終端にある。
彼ら生態系の頂点に立つものが、生態系全体の持続性に重要な役割を担っているが、一方で侵略的外来種のように生態系を破壊するものもいる。
頂点捕食者は、えじき種（被捕食者）の個体群力学に影響を及ぼす。2つの競争している種が生態学上不安定な関係にあるところでは、その両方を捕食する頂点捕食者が安定をもたらす傾向がある。また、頂点捕食者は、捕食者間の関係にも影響を与える。例えば外来の魚が、固有の支配的な捕食者を圧倒することが知られている。ひとつの湖における調査で、外来種であるコクチバスが人為的に除去されたとき、レイクトラウト（これまでコクチバスによって抑えられていた固有の頂点捕食者）がそのえじき種選択を多様化して、より高次の消費者に移行したことが明らかになった。
頂点捕食者による、植物生態学のような、より広い生態的特徴に対する影響が検討された。そして、かなりの影響の証拠が頂点捕食者に見つかった。外来種のホッキョクギツネが分布する地域と、そうでない地域について、海鳥の生息数、土壌のリン濃度、植物組成などを比較検討した結果、ホッキョクギツネの分布域では海鳥数が2桁少なくなり、土壌のリン濃度が少なく、丈の低い草やコケの割合が丈の高いそれと比較して相対的に多かった。この結果が示すものは、ホッキョクギツネが海鳥を捕食してその結果個体数が減り、海鳥の排泄物によってもたらされるリン（土壌の栄養分）が減少し、その結果植生に影響を与えたと考えられる。移入されたホッキョクギツネは、草原からツンドラまで亜北極の島の植生を変えたといえる。生態系のより低い水準に対する、そのような広範囲にわたる影響は栄養カスケード（食物連鎖をとおして様々な栄養段階の生物へ玉突き現象のように影響が伝わること）と呼ばれる。頂点捕食者の除去（時に人間の影響による）は栄養カスケードを急進的に引き起こすことがあり得る。
生態系に影響を及ぼしている頂点捕食者の一般的に引き合いに出される例として、イエローストーン国立公園がある。かつてこの地にはハイイロオオカミが生息していたが、1926年に絶滅していた。1995年のハイイロオオカミの人為的な再導入の後、研究者はイエローストーン圏生態系に急激な変化が生じていることに気がついた。1990年代には増えすぎて2万頭以上いたワピチがハイイロオオカミ導入後、半分以下に減っていったのである。またこれまでワピチが食害していたポプラとヤナギの生育によい影響をもたらし70年ぶりに若木が芽吹きだした。それに伴いヤナギを材料にビーバーがダムを造り始めた。水が豊かになると植物もいっそう豊かになった。他の様々な種の生息地も新たに造られていった。これらハイイロオオカミのえじき種への影響に加えて、ハイイログマ個体群もハイイロオオカミの存在によって影響を受け、その数を増加した。ハイイログマは、冬眠から目覚めた後にオオカミが殺した獲物をあさることで、冬眠中の断食による体力低下から回復するようになったのである。他の数十の種もオオカミのエサのおこぼれを頂戴していることが資料で裏付けられた。

## 侵略的外来種として
頂点捕食者が外来種になると、時として生態系に壊滅的な打撃をもたらす場合がある。ミナミオオガシラ（Boiga irregularis）は第二次世界大戦の後に、ニューギニアからグアム島へ帰還してきた軍隊の貨物に偶然紛れ込むことによってグアム島に拡散した。その後の30年間で島中に広がり、12種の鳥類の内9種、トカゲの半数、一部のコウモリを絶滅に導いた。グアム島の残り少ない固有種にとっては、ミナミオオガシラの存在は生存が脅かされる主たる原因の一つとして課題になっている。

## 競合
ある地域では頂点捕食者である種も、またある地域では中間捕食者となるケースがある。例えばピューマ、オオカミ、ヒグマの三種は、どれも現代の北米における頂点捕食者だが、彼らの生息域が重なるとヒグマはピューマを捕殺し、ピューマとオオカミは互いを捕殺、そしてオオカミとヒグマもまた互いを捕殺する。この場合もっとも捕殺されにくいヒグマが頂点捕食者となるが、こうした力関係は各個体の健康状態や周辺環境によっても変化する。